# (6928) Lanna
Pour les articles homonymes, voir Lanna (homonymie).
(6928) Lanna est un astéroïde de la ceinture principale.

## Description
(6928) Lanna est un astéroïde de la ceinture principale. Il fut découvert le 11 octobre 1994 à l'Observatoire Kleť par Miloš Tichý. Il présente une orbite caractérisée par un demi-grand axe de 2,68 UA, une excentricité de 0,24 et une inclinaison de 6,6° par rapport à l'écliptique.

## Compléments